# Bitwa o dom

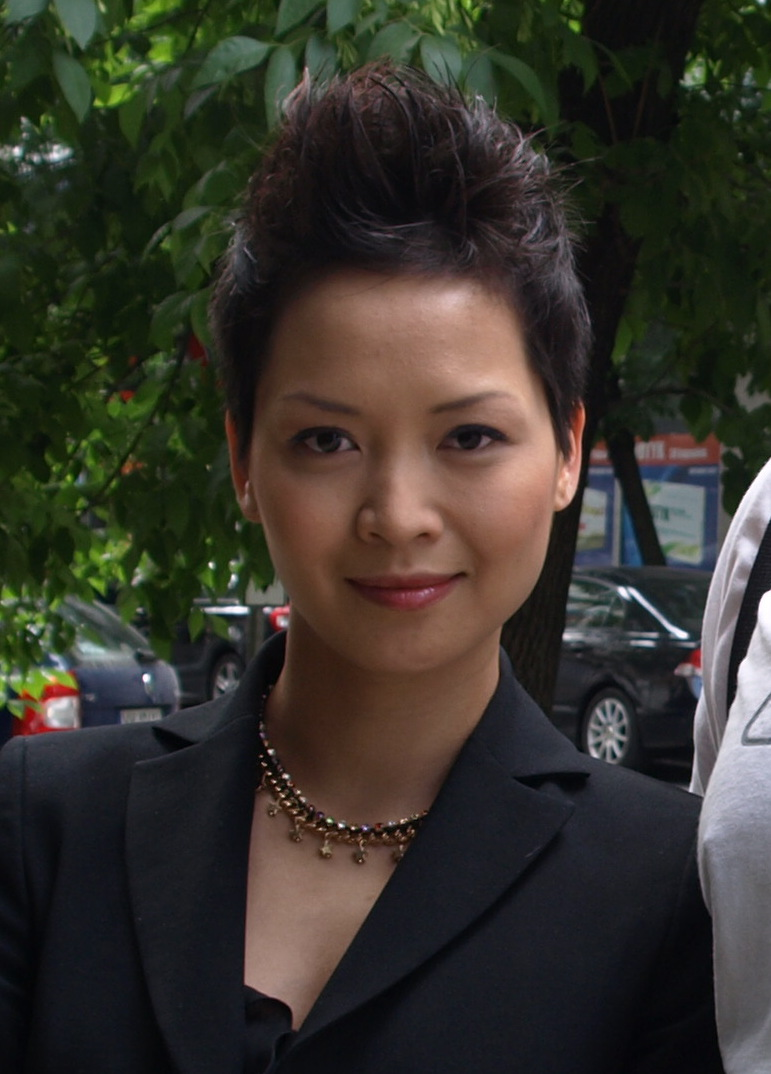
Natalia Nguyen – jedna z jurorek programu

Bitwa o dom – polski program telewizyjny typu reality show emitowany na antenie TVN od 7 kwietnia 2013 do 28 maja 2014.

## Charakterystyka programu
Celem programu było urządzanie nowych mieszkań, a główną nagrodą – własne mieszkanie na jednym z nowych osiedli w Warszawie.
Do programu mogły zgłaszać się rodziny pragnące polepszyć swoją sytuację mieszkaniową. Jury wybierało finałową dwunastkę (w pierwszej edycji dziewiątkę), która co tydzień dostawała zadanie zaprojektowania, wyremontowania i urządzenia pewnej części mieszkania. Co tydzień z programu odpadała jedna para, aby w finale znalazły się trzy z nich. Finałowe odcinki były transmitowane na żywo, natomiast zwycięska para była wyłaniana przez głosowanie SMS-owe telewidzów.
Pomysłodawcą programu było Blue Angels sp. z o.o., zaś producentem Golden Media Polska.

## Spis serii i oglądalność
Tabela z liczbą osób oglądających dany odcinek według Nielsen Audience Measurement.
| Seria | Sezon       | Odcinki    | Premiera serii  | Finał serii       | Emisja          | Średnia oglądalność | SHR% 4+ | SHR% 16–49 |
| ----- | ----------- | ---------- | --------------- | ----------------- | --------------- | ------------------- | ------- | ---------- |
| 1.    | wiosna 2013 | 1–13 (13)  | 7 kwietnia 2013 | 30 czerwca 2013   | niedziela 10.55 | 1 227 410           | 13,08%  | 17,42%     |
| 2.    | jesień 2013 | 14–26 (13) | 4 września 2013 | 27 listopada 2013 | środa 21.30     | 1 649 196           | 12,58%  | 15,29%     |
| 3.    | wiosna 2014 | 27–39 (13) | 5 marca 2014    | 28 maja 2014      | środa 21.30     | 1 498 273           | 10,85%  | 13,31%     |

## Uczestnicy

### Pierwsza edycja
| Miejsce | Uczestnik                              |
| ------- | -------------------------------------- |
| 1       | Piotr Gogolewski i Roksana Jankowska   |
| 2       | Kasia i Bartek Rybińscy                |
| 3       | Dariusz Fabijańczuk i Marlena Rogowiec |
| 4       | Rita i Sara Rakowskie                  |
| 5       | Kasia Szczepan-Kraus                   |
| 6       | Karolina, Gosia i Szymon Lesiak        |
| 7       | Ania Knotek i Artur Kosiec             |
| 8       | Ania i Piotr Filipczukowie             |
| 9       | Ania i Leszek Drozdowie                |

### Druga edycja
| Miejsce | Uczestnik                                 |
| ------- | ----------------------------------------- |
| 1       | Ewa i Kamil Boguszewscy                   |
| 2       | Anna i Gor Bisharyan                      |
| 2       | Magda i Paweł Mikołajczykowie             |
| 4       | Wojtek Kuczwara z córkami Oliwią i Emilką |
| 5       | Jurek i Klaudia Pach                      |
| 6       | Eliza i Tomek Kosewscy                    |
| 7       | Angelika i Paweł Gontarz                  |
| 8       | Aneta Kostro i Paweł Wojno                |
| 9       | Hanna Lamcho i Anna Weinzieher            |
| 10      | Ewa i Kuba Miłkowscy                      |
| 11      | Monika Ossowska i Aleksandra Gręda        |
| 12      | Karolina Krawczyk z córką Nadią           |

### Trzecia edycja
| Miejsce | Uczestnik                              |
| ------- | -------------------------------------- |
| 1       | Łukasz Durajski                        |
| 2       | Kornelia Radu i Aleksandra Zdzińska    |
| 3       | Agnieszka i Łukasz Czyżniak            |
| 4       | Joanna Mikołajewska i Dima Panto       |
| 5       | Karolina Barańska i Mieszko Wiśniewski |
| 6       | Beata i Piotr Borkowscy                |
| 7       | Ania Ginter                            |
| 8       | Marta Grządziel i Piotr Cybulski       |
| 9       | Krysia Margel i Arek Machaj            |
| 10      | Marta i Krystian Płoccy                |
| 11      | Klaudia i Maciej Janowscy              |
| 12      | Małgosia i Ilona Lewandowskie          |